# Furtivos (álbum)
Furtivos es el tercer álbum de estudio de la banda de rock argentina Los Ratones Paranoicos, editado en 1989 por Del Cielito Records.

## Detalles
El disco es considerado uno de los más prolijos en la carrera de la banda y cuenta con éxitos como "Paren de Correr", "Hay Sábados" y el "Rock del Gato", que se convertiría en un himno del rock and roll en Argentina. 
Fue el "Rock del Gato" el primer videoclip de los Ratones Paranoicos, y gracias al éxito de esta canción consiguieron que un año después los contrate la multinacional Sony Music.

## Lista de canciones
* Todos los temas escritos por Juanse, excepto "Encerrado" y "Lobo Echó (Gime)", escritos por Ratones Paranoicos.
Lado A
1. La Red (3:25)
2. Pesado Burdel (2:36)
3. Caballos de Noche (2:40)
4. Paren de Correr (3:24)
5. El Reflejo (4:39)
6. Rock del Gato (3:10)

Lado B
1. Lobo Echó (Gime) (4:06)
2. Al Fin Nena (3:03)
3. Hasta que Llegue el Dolor (4:05)
4. Hay Sábados (3:59)
5. Encerrado (4:36)

## Personal
Ratones Paranoicos
- Juanse: voz y guitarra.
- Sarcófago: guitarra y coros.
- Pablo Memi: bajo.
- Roy: batería.

Músicos invitados
- Edgardo Beilin: piano.
- Pablo Rodríguez: saxo.
- Richard Nunt: trompeta.
- Bebe Ferreira: trombón.
- Jorge Pamoff: percusión.
- Fabián Von Quintero: Hammond en "Lobo Echó (Gime)".
- Sandy Ballesteros: coros en "Al Fin Nena".

Ficha técnica
- Asistente de gira: Marcelo Univaso, Jorge Gauna y "Cascarón".
- Arreglos en "Hay Sábados": Hipólito Gutiérrez.
- Grabado y mezclado en los Estudios Del Cielito entre julio y agosto de 1989.
- Producidos por: Gustavo Gauvry y Ratones Paranoicos.
- Concepto/arte: Juanse, Pablo.
- Fotografías de tapa: Elina Memi, Claudio Eckermann.
- Arte de tapa y contratapa: Marcelo Guerra.